# تپه مشهد ۱
تپه مشهد ۱ مربوط به دوران‌های تاریخی پس از اسلام است و در شهرستان بوئین‌زهرا، بخش آوج، روستای مشهد واقع شده و این اثر در تاریخ ۲۵ خرداد ۱۳۸۱ با شمارهٔ ثبت ۵۷۹۶ به‌عنوان یکی از آثار ملی ایران به ثبت رسیده است.